# Postleitzahl (Norwegen)
Die Norwegische Postleitzahl wurde von der Postverwaltung am 18. März 1968 eingeführt. Es handelt sich um eine vierstellige Kennung, die in der Anschrift der Postsendungen stets ungekürzt links vor den Bestimmungsort gesetzt wird. Sie ist ausschließlich für die Verteilarbeit im Briefabgang vorgesehen. Der Briefeingang ist nur insoweit berücksichtigt, als größeren Postämtern eine zusätzliche Postleitzahl für die Postfachabholer zugeteilt wurde.

## Lokale Aufteilung
- 00–12 Oslo
- 13–14 Akershus
- 15–18 Østfold
- 19–21 Akershus
- 21–25 Hedmark
- 26–29 Oppland
- 30: Buskerud
- 30–32: Vestfold
- 33–36: Buskerud
- 36–39: Telemark
- 40–44: Rogaland
- 44–47: Vest-Agder
- 47–49: Aust-Agder
- 50–55: Hordaland
- 55: Rogaland
- 56–57: Hordaland
- 57: Sogn og Fjordane
- 58–59: Hordaland
- 59: Sogn og Fjordane
- 60–66: Møre og Romsdal
- 67–69: Sogn og Fjordane
- 70–79: Trøndelag
- 79–89: Nordland
- 84: Nordland und Troms
- 8099: Jan Mayen
- 90–94 Troms
- 917: Spitzbergen
- 94: Nordland und Troms
- 95–99: Finnmark